# Episodi di Totally Spies! - Che magnifiche spie! (settima stagione)
Il 7 settembre 2023 viene annunciato tramite il canale Youtube ufficiale, la settima stagione di Totally Spies! - Che magnifiche spie!.  La stagione va in onda in prima TV Mondiale il 12 maggio 2024 in Francia sul canale televisivo Gulli. La stagione arriva dal 16 settembre 2024 sulla piattaforma Max negli Stati Uniti, Canada e America Latina. In Italia la stagione è in onda dal 25 novembre 2024 su Cartoon Network e in chiaro su Boing dal 7 luglio 2025.
| Nº | Titolo originale               | Titolo italiano              | Prima TV Francia  | Prima TV Italia  |
| -- | ------------------------------ | ---------------------------- | ----------------- | ---------------- |
| 1  | Frankenpanda                   | Frankenpanda                 | 12 maggio 2024    | 25 novembre 2024 |
| 2  | It Takes a Slob                | Doppia minaccia              | 30 agosto 2013    | 26 novembre 2024 |
| 3  | Totally Talented               | La festa delle stelle        | 26 maggio 2024    | 27 novembre 2024 |
| 4  | Creepy Crawly Creature Catcher | Melma digitale               | 2 giugno 2024     | 28 novembre 2024 |
| 5  | Totally Vintage                | Lo chef Flambe               | 23 giugno 2024    | 29 novembre 2024 |
| 6  | It's Totally a Test            | L'esame da spia              | 16 giugno 2024    | 2 dicembre 2024  |
| 7  | Totally Trolling, Much?        | Tutti contro tutti           | 19 maggio 2024    | 3 dicembre 2024  |
| 8  | Mega Moon Cheese               | Il mega formaggio lunare     | 9 giugno 2024     | 4 dicembre 2024  |
| 9  | What Woolly Mammoth            | Mammut a zampa libera        | 1º settembre 2024 | 5 dicembre 2024  |
| 10 | The Dah-Who?                   | Capre e Snowboard            | 1º settembre 2024 | 6 dicembre 2024  |
| 11 | Totally Pawsome                | La Gatta Suprema             | 30 giugno 2024    | 18 luglio 2025   |
| 12 | Undercover Supervillains       | Supercattive Sotto Copertura | 22 settembre 2024 | 17 luglio 2025   |
| 13 | Over-Simulated                 | Simulazioni fuori controllo  | 29 settembre 2024 | 10 luglio 2025   |
| 14 | Mystery on the WOOHP Express   | Misterio sul WOOHP Express   | 3 novembre 2024   | 16 luglio 2025   |
| 15 | The Wild Life                  | Vita selvaggia               | 15 settembre 2024 | 15 luglio 2025   |
| 16 | Stink-O-Rama                   | Puzza di guai                | 6 ottobre 2024    | 8 luglio 2025    |
| 17 | Pumpkin Particle Peril         | Particelle di Zucca          | 27 ottobre 2024   | 16 luglio 2025   |
| 18 | Something's Fishy              | La Nuova Professoressa       | 13 ottobre 2024   | 21 luglio 2025   |
| 19 | Forever Lip-Tastic             | Gli sposi di pietra          | 20 ottobre 2024   | 22 luglio 2025   |
| 20 | Terrible Toddler Toys          | Giocattoli paurosi           | 15 settembre 2024 | 11 luglio 2025   |
| 21 | Mandy's Mind-Blowing Mainframe | Il Mondo di Mandy            |                   | 17 luglio 2025   |
| 22 | A Dog Gone Day                 | Vita da Cani                 |                   | 21 luglio 2025   |
| 23 | GlitterSpy                     | Glitterspia                  |                   | luglio 2025      |
| 24 | Oldies and Goodies             | Vecchi Classici              |                   | 18 luglio 2025   |
| 25 | Locked in Space                | Spie in Prigione             |                   | luglio 2025      |
| 26 | Cyber Sweetheart               | Cyber-Tesoruccio             |                   | 24 luglio 2025   |